# António Mascarenhas Monteiro
António Manuel Mascarenhas Gomes Monteiro (nascut el 16 de febrer de 1944 a Ribeira da Barca (concelho de Santa Catarina (Cap Verd), defuntat el 16 de setembre de 2016 a Praia) fou el President de Cap Verd entre el 22 de març de 1991 i el 22 de març de 2001. Es va graduar en dret a la Universitat Catòlica de Lovaina de Bèlgica.

## Presidència del Cap Verd
António Mascarenhas Monteiro, afiliat al partit polític Moviment per la Democràcia, fou el primer president elegit en unes eleccions multipartidistes al país. Monteiro va véncer a Aristides Pereira a les eleccions presidencials de Cap Verd de 1991. El 1996 rou reelegit amb el 80% dels vots. A les eleccions de 2001 ell va cedir el seu lloc a Carlos Veiga que havia servit com a Primer Ministre de Cap Verd durant el seu mandat però que fou vençut per Pedro Pires del Partit Africà per la Independència de Cap Verd (PAICV).
Va rebre la Gran Creu de l'Orde de la Llibertat de Portugal l'11 de novembre de 1991 i la gran creu de l'Orde de l'Infant Dom Henrique de Portugal el 8 de juny de 2000.

## Controvèrsia de Timorg Oriental
El 19 de setembre de 2006 es va anunciar que Monteiro succeiria Sukehiro Hasegawa com el cap de la Missió de les Nacions Unides al Timor Oriental. Aquest acord va ser criticat a Timor Oriental en part perquè Monteiro no parlava bé l'anglès. Així ho va manifestar el president timorès Xanana Gusmão.
El 25 de setembre Monteiro va anunciar que havia canviat de pensament i que no acceptaria aquesta posició. Va justificar-ho perquè el representant de les Nacions Unides havia de rebre el vistiplau de les parts involucrades, ja que era un conflicte molt complex.

## Fundació pel Lideratge Global
Monteiro és membre de la Fundació pel Lideratge Global, una organització que treballa per a donar suport al lideratge democràtic, prevenir i resoldre conflictes a través de la mediació i promoure la bona governança a través d'instititucions democràtiques, els drets humans i el rol de la legalitat. És una organització sense ànim de lucre integrada per antics caps de govern, funcionaris d'institucions no governamentals i internacionals d'alt nivell que treballen col·laborant estretament amb els caps de govern actuals.